# Vía verde (paisaje)
Una vía verde es una porción de tierra larga y estrecha, utilizada a menudo como espacio de recreación, circulación peatonal y tránsito de bicicletas, incluyendo en ocasiones diversos sistemas de transporte y usos comerciales.

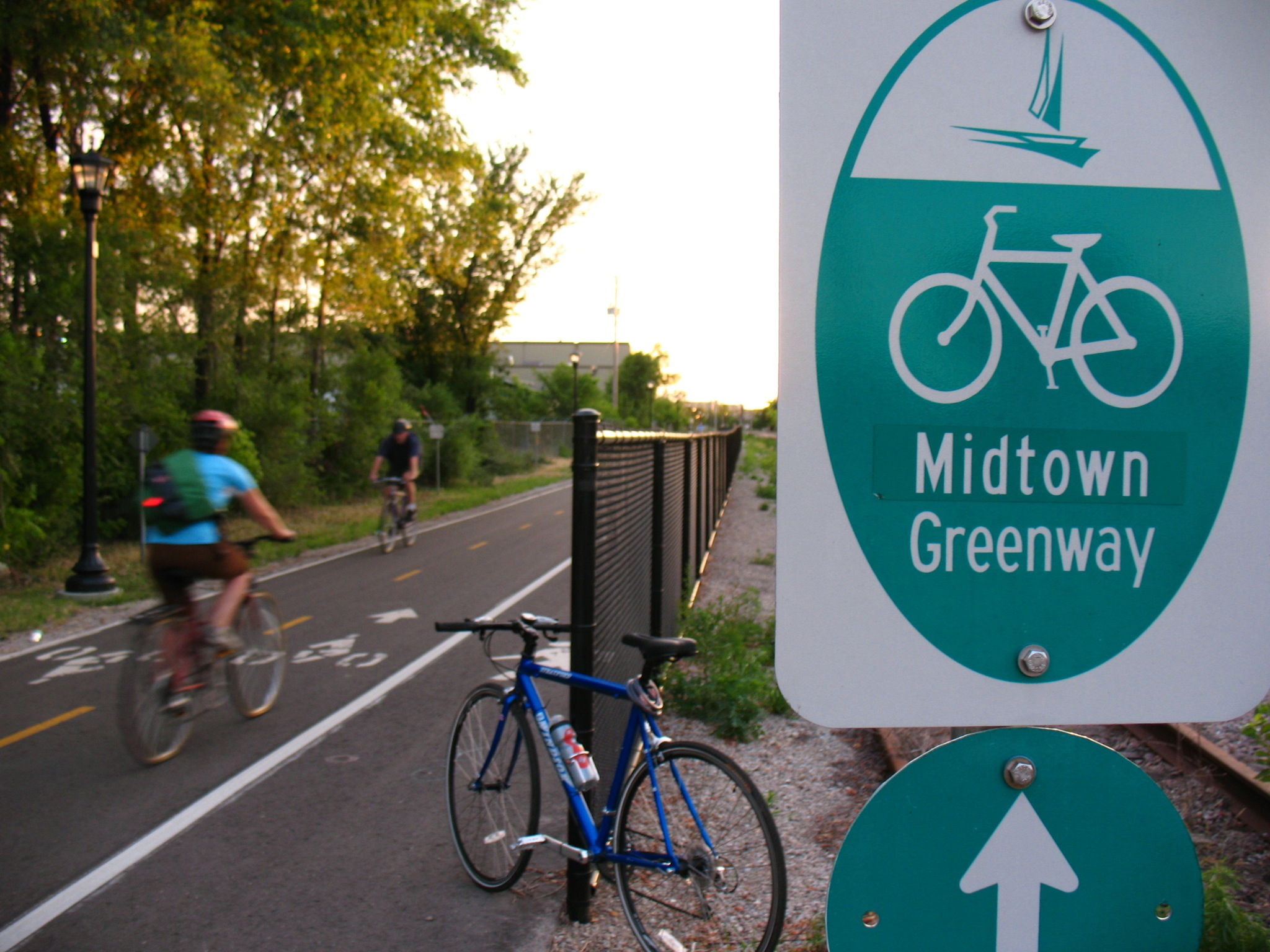
Vía verde en Minneapolis, Minnesota.

## Terminología
El término proviene de via y verde de cinturón verde , implicando un uso recreacional y peatonal más que sólo una calle ordinaria, al igual que enfatiza la introducción y el mantenimiento de vegetación en un entorno donde no existía. Algunos incluyen jardines públicos al igual que parques de tipo corriente, con un paisaje lleno de árboles y de arbustos. Tienden además a formar corredores continuos que permiten el transporte peatonal o por bicicleta desde las zonas residenciales hasta los lugares de trabajo.

### Marca registrada "vía verde" en España
El concepto de vía verde no es él mismo en todos los países. En España este nombre formalmente indica "rutas por los antiguos trazados ferroviarios". La marca denominada "vía verde" fue registrada en 1994 en la Oficina Española de Patentes y Marcas por la Fundación de los Ferrocarriles Españoles. En virtud de la Ley el uso del concepto "vía verde" estrictamente está limitado a los itinerarios que circulan por las antiguas infraestructuras ferroviarias. Eso no es así en otros países donde por ejemplo en Francia, el concepto de "voie verte" es el mismo que el de pista para bicicletas: un camino para peatones y ciclos, separado del tráfico motorizado, que va por espacios abiertos, parques, jardines o bosques.

## Características
El paisaje puede ser diseñado desde cero, pero usualmente es un rediseño, de lo que había sido inicialmente una vía de tren, una autopista o una ruta de algún otro medio transporte. Algunas vías verdes en centros urbanos o áreas desarrolladas son parques lineales. Estos son definidos principalmente por gobiernos municipales, teniendo en cuenta las siguientes características: vegetación abundante, configuración lineal y espacio de propósitos múltiples.

## Vías verdes en el mundo

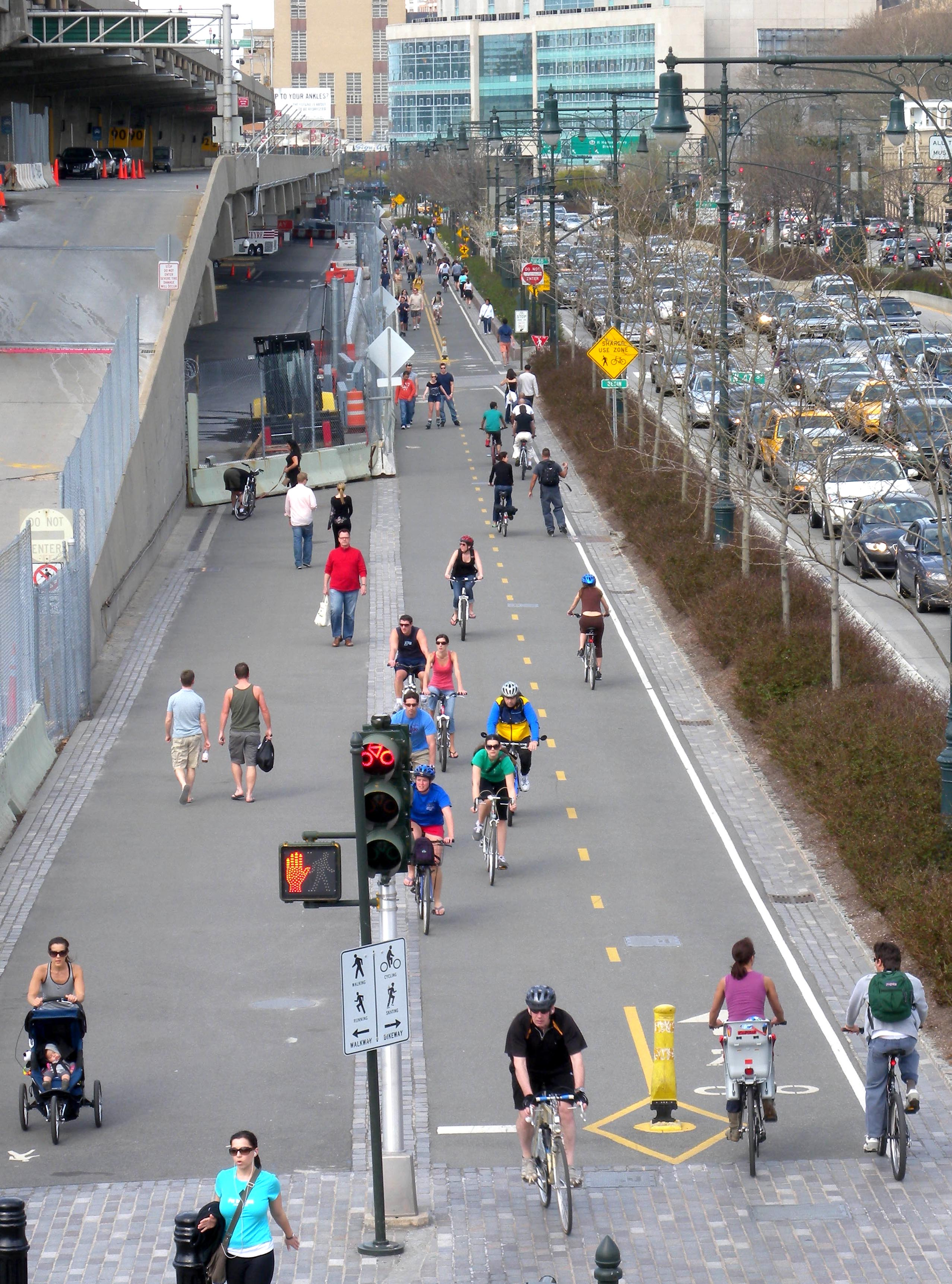
Via verde en Nueva York.

Hay vías verdes en diversas partes del mundo, como el Trans Canada Trail en Canadá, la vía verde de la Costa Este de los Estados Unidos, las vías verdes en España o la ruta ciclista EuroVelo y la Asociación Europea de Vías Verdes con rutas a través de todo el continente.

## Puente verde
Un puente verde es una vía verde que cruza un curso de agua.